# Castelo de Hohenschwangau

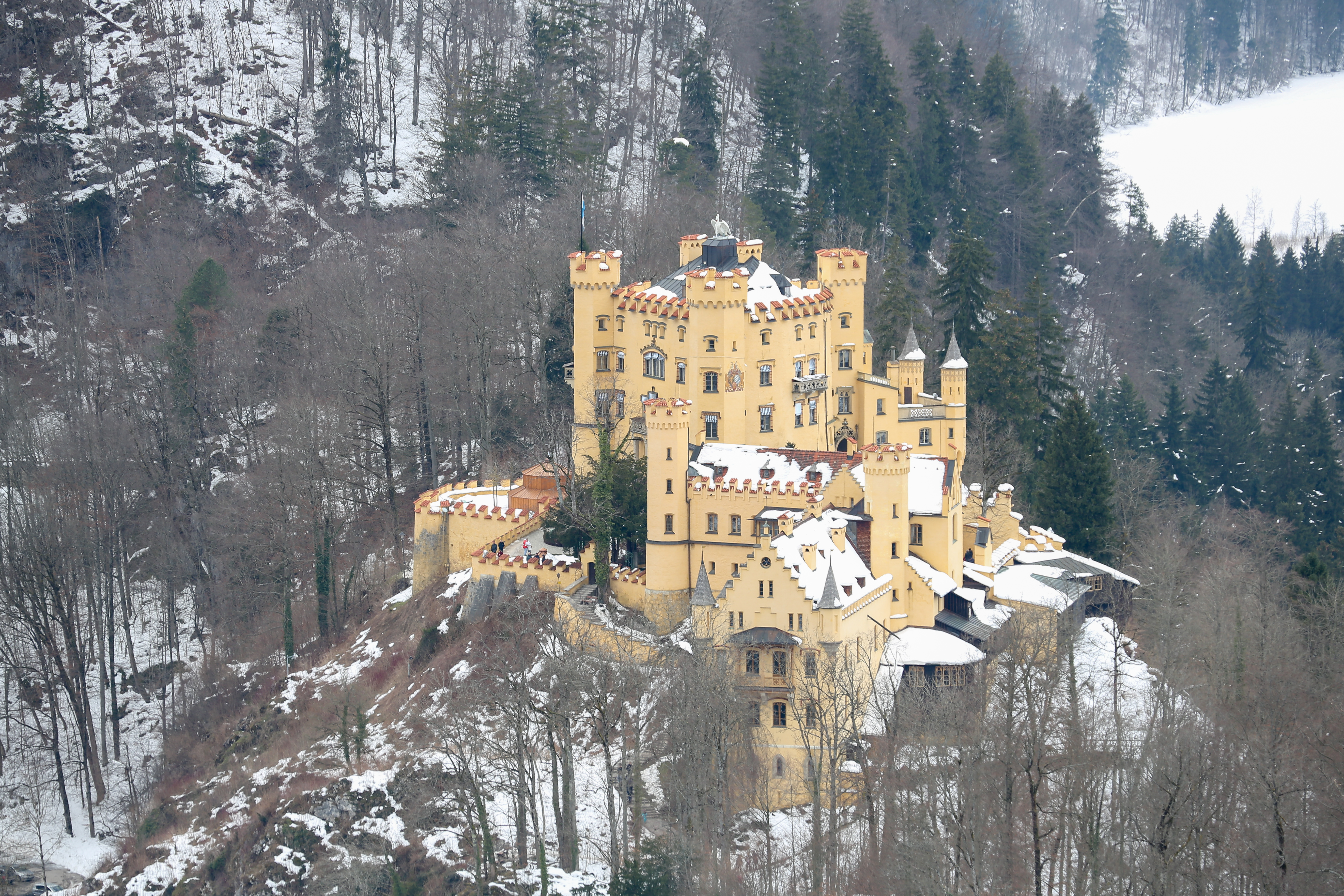
Vista geral do Schloss Hohenschwangau.

O Schloss Hohenschwangau (literalmente: Castelo do Grande Condado do Cisne) foi a residência de infância do Rei Luís II da Baviera, tendo sido construído pelo seu pai, o Rei Maximiliano II da Baviera. Fica localizado na aldeia alemã de Schwangau, próximo da cidade de Füssen, parte do distrito de Ostallgäu, no sudoeste da Baviera, muito próximo da fronteira com a Áustria.

## História

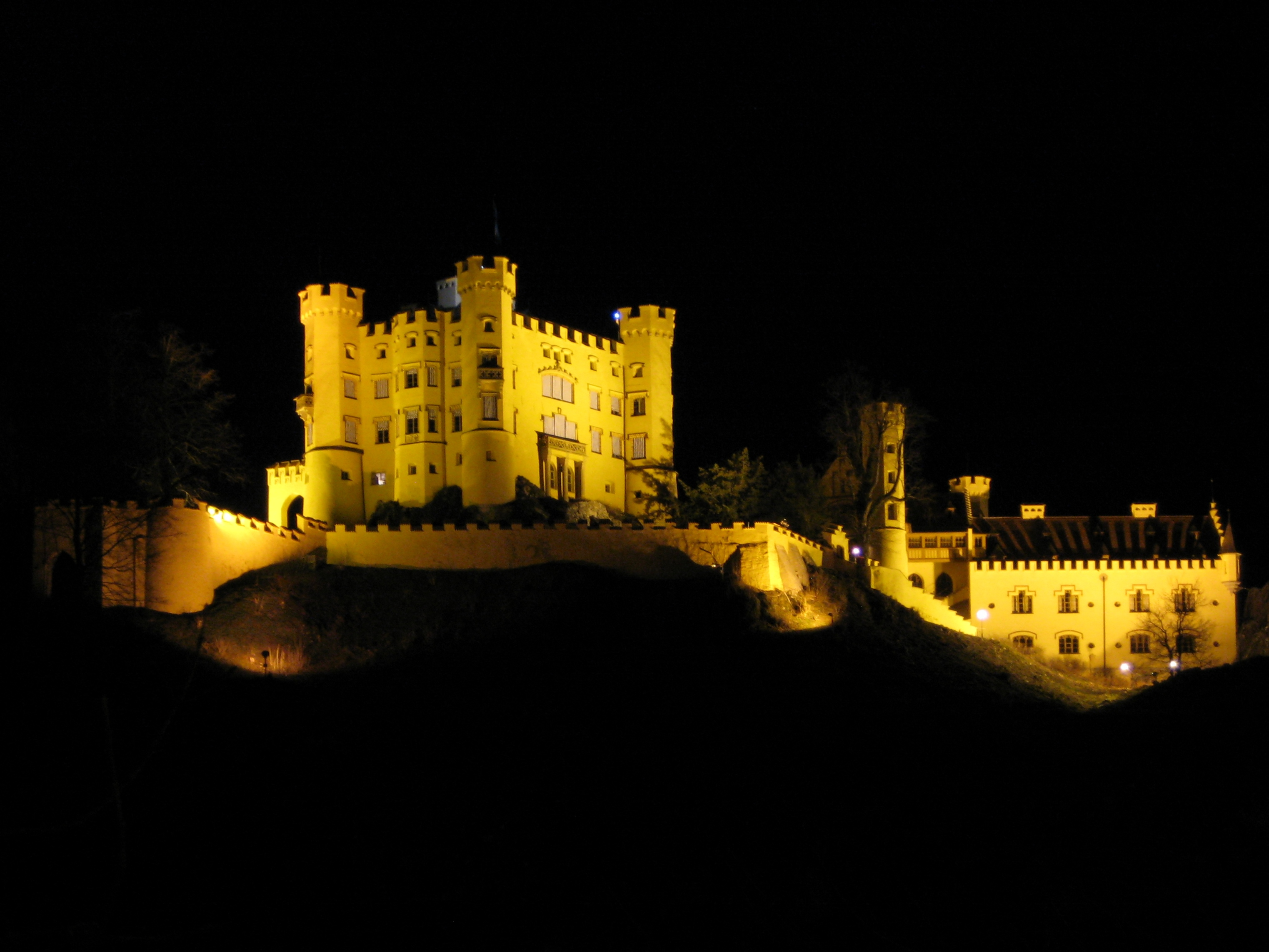
O Schloss Hohenschwangau à noite.

O Schloss Hohenschwangau foi construído sobre os restos da fortaleza Schwanstein, a qual é mencionada pela primeira vez em registos históricos datados do século XII. Uma família de cavaleiros foi responsável pela construção da fortaleza medieval. Depois do desaparecimento dos cavaleiros, no século XVI, a fortaleza mudou de mãos várias vezes. A decadência do edifício continuou até que, finalmente, caíu em ruínas no início do século XIX.
Em 1829, o Príncipe da Coroa Maximiliano (mais tarde Rei Maximiliano II da Baviera) descobriu o lugar histórico e reagiu entusiasticamente à beleza da área envolvente, adquirindo a propriedade em 1832. Um ano depois teve início a construção do palácio, a qual continuaria até 1837. O arquitecto em funções, Domenico Quaglio, foi responsável pelo estilo neogótico do desenho exterior.

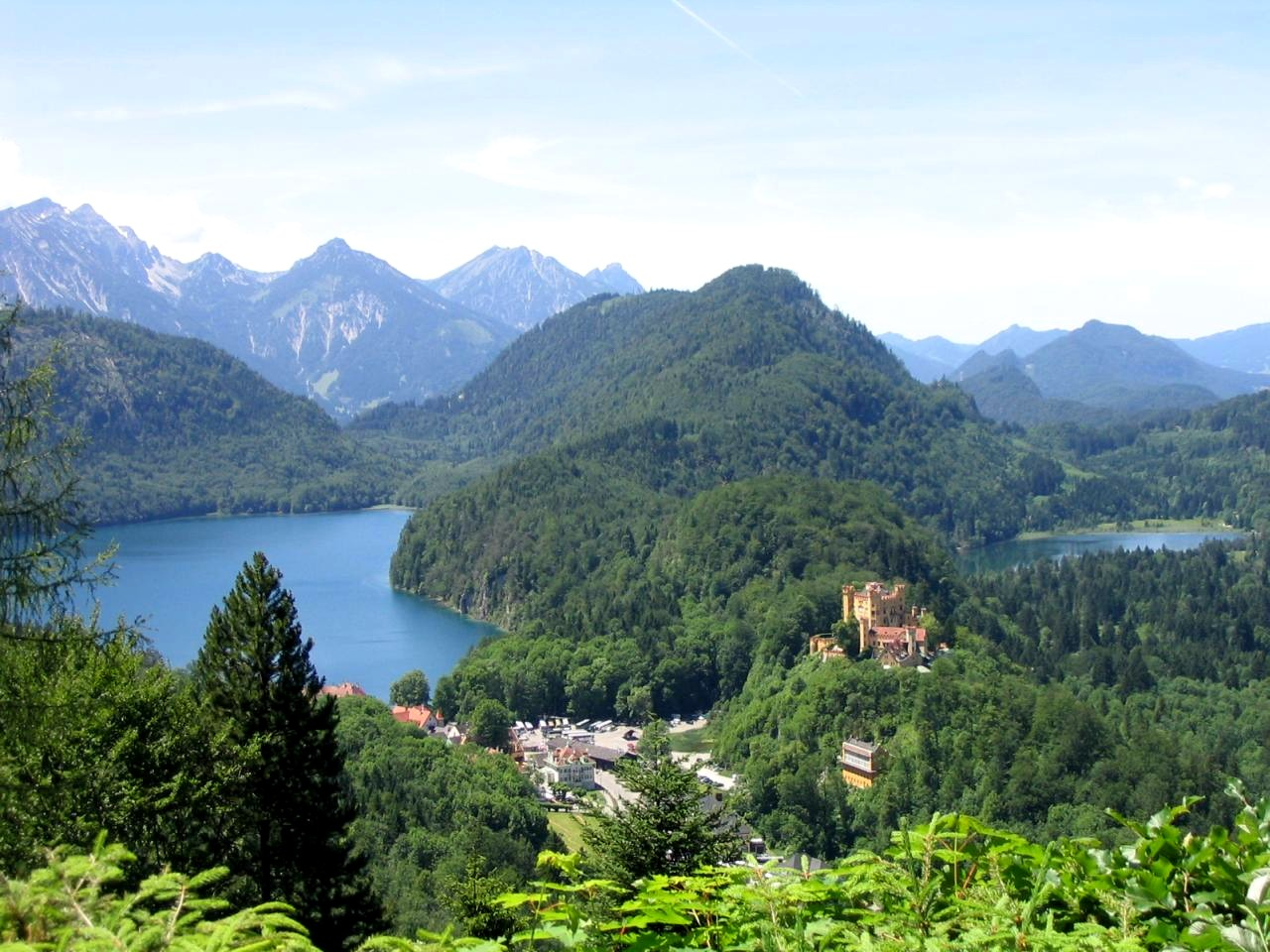
O Schloss Hohenschwangau, à direita da aldeia, visto a partir do Castelo de Neuschwanstein.

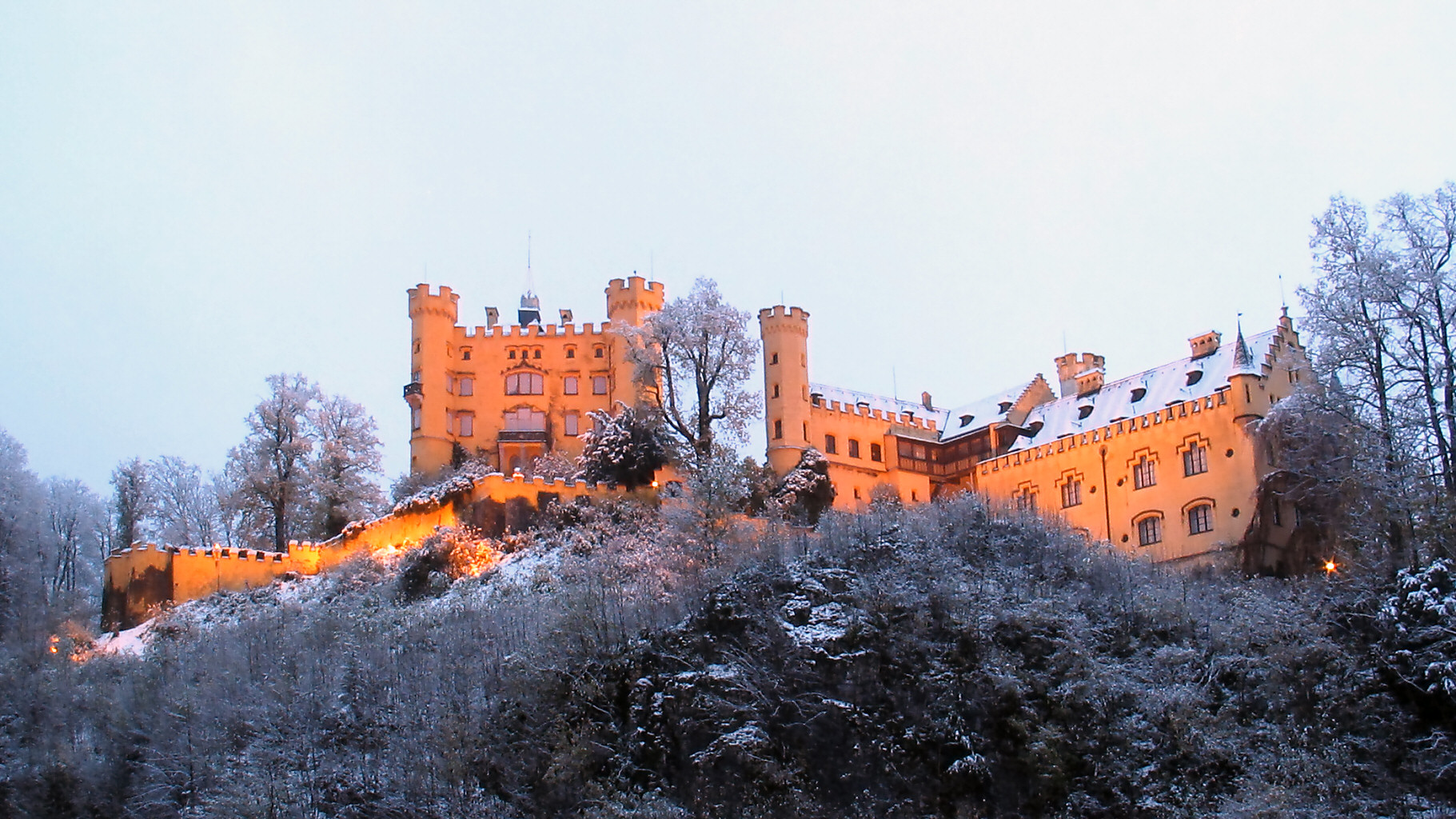
Vista parcial do Schloss Hohenschwangau.

Hohenschwangau foi a residência oficial de veraneio e de caça do Rei Maximiliano, da sua esposa, Maria da Prússia, e dos seus dois filhos, Luís (mais tarde Rei Luís II da Baviera) e Otto (mais tarde Rei Oto da Baviera). Os jovens príncipes passaram aqui muitos anos da sua adolescência. O rei e a rainha viveram no edifício principal, enquanto os dois jovens ficavam alojados no edifício anexo.
O Rei Maximiliano faleceu em 1864 e o seu filho Luís sucedeu-o no trono, mudando-se para os aposentos do seu pai no palácio. Como Luís nunca casou, foi permitido à sua mãe viver no seu andar. O Rei Luís I gostava de viver em Hohenschwangau, especialmente depois de 1869, quando a construção do seu próprio palácio, o Castelo de Neuschwanstein, começou a partir do lançamento duma pedra proveniente do palácio do seu pai.

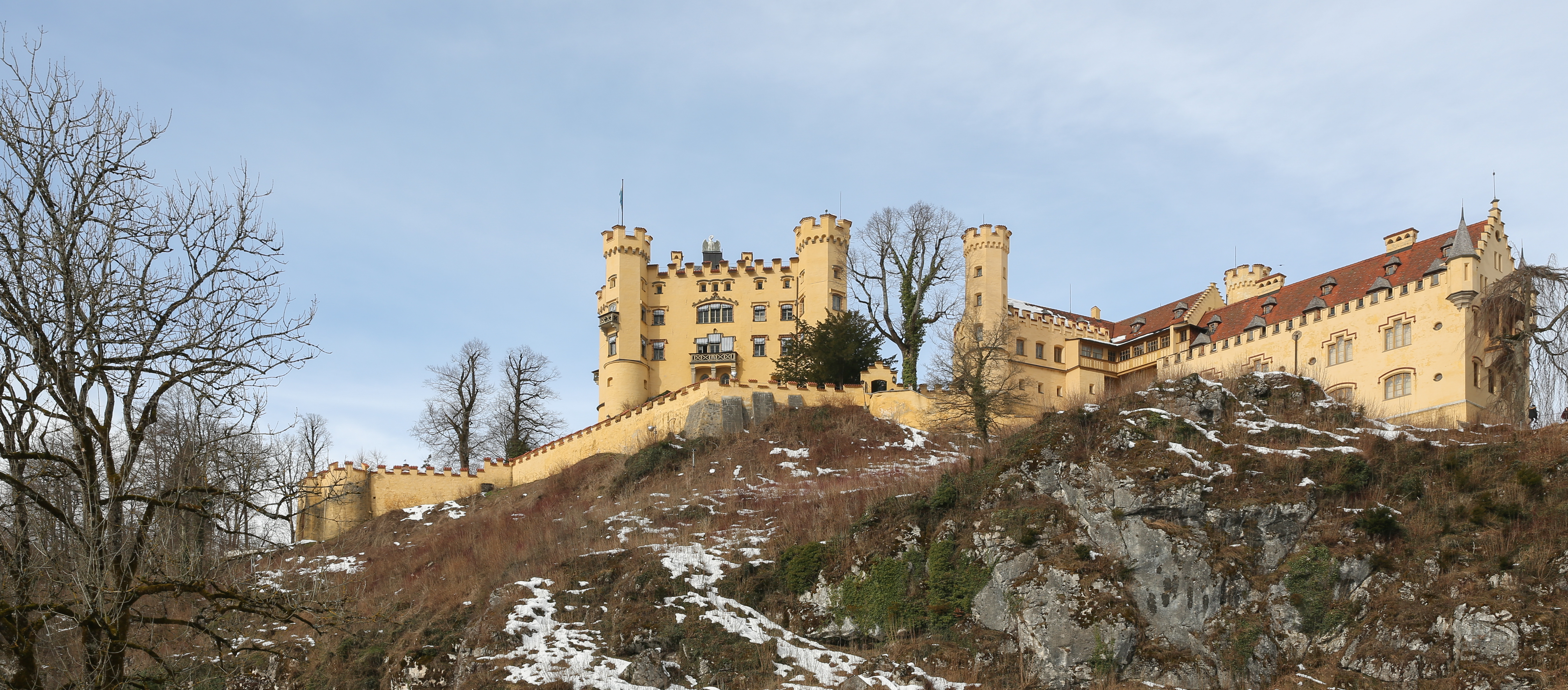
Vista parcial do Schloss Hohenschwangau.

Maria da Prússia foi a única residente do palácio até à sua própria morte, em 1889. O seu cunhado, o Príncipe Regente Leopoldo da Baviera viveu no terceiro andar do edifício principal, sendo responsável pela electrificação, em 1905, e pela instalação dum elevador eléctrico. Leopoldo faleceu em 1912 e o palácio foi aberto ao público como museu no ano seguinte.
Durante a Primeira e a Segunda Guerra Mundial o palácio não sofreu danos. Em 1923, o Landtag da Baviera reconheceu à antiga família real o direito de residir no palácio. Entre 1933 e 1939, Ruperto, da Baviera e a sua família usaram o palácio como residência estival, tendo esta continuado a ser uma das residências favoritas dos seus sucessores.
Mais de 300.000 turistas de todo o mundo visitam o palácio em cada ano. O edifício está aberto durante todo o ano (excepto no Natal). Pode ser visitado entre as 9 e as 18 horas de Abril a Setembro e das 10 às 16 horas de Outubro a Março. As visitas guiadas estão disponíveis em alemão, inglês, francês, italiano, espanhol, russo, checo, esloveno e japonês. As visitas livres não são permitidas.